# Octan glatirameru
Octan glatirameru – lek immunomodulujący, sól octanowa syntetycznych polipeptydów zbudowanych z reszt kwasu L-glutaminowego, L-alaniny, L-tyrozyny i L-lizyny o masie cząsteczkowej 4700–13 000 daltonów. Stosowany jest w leczeniu stwardnienia rozsianego; zmniejsza liczbę nawrotów choroby.

## Historia
Glatiramer został opisany w 1971 r. przez naukowców z izraelskiego Instytutu Naukowego Weizmana jako środek hamujący eksperymentalne autoimmunologiczne zapalenie mózgu i rdzenia, będące zwierzęcym modelem stwardnienia rozsianego. Pierwsze, pilotowe, badanie kliniczne zostało przeprowadzone w połowie lat 80., a kolejne, wielocentrowe, zostały opisane w latach 1995 i 2001.

## Mechanizm działania
Mechanizm działania preparatu nie jest dotąd dokładnie poznany. Przypuszczalnie wchodzi w reakcję krzyżową z białkiem zasadowym mieliny (ang. myelin basic protein, MBP). Glatiramer wykazuje duże powinowactwo do cząsteczek antygenu zgodności tkankowej klasy II, i wiąże się z nimi na powierzchni komórek prezentujących antygen (APC). Wiązanie z MHC II na powierzchni APC indukuje limfocyty T supresorowe i hamuje limfocyty T efektorowe, co redukuje odpowiedź zapalną.

## Wskazania do stosowania
Zmniejszenie częstości występowania nawrotów stwardnienia rozsianego u pacjentów ambulatoryjnych; postaci pierwotnie lub wtórnie postępującej choroby nie są wskazaniem do leczenia glatiramerem.

## Przeciwwskazania
- nadwrażliwość na octan glatirameru

## Środki ostrożności
1. Ostrożnie stosować u pacjentów z chorobami serca.
2. Preparatu nie należy podawać dożylnie i domięśniowo.

## Stosowanie w ciąży i podczas karmienia piersią
Jest jedynym lekiem immunomodulacyjnym w leczeniu SM, któremu FDA przyznała kategorię B stosowania w ciąży. W badaniach na zwierzętach nie stwierdzono szkodliwości dla płodu. Analiza kilkunastu tysięcy przypadków stosowania glatirameru podczas ciąży nie wykazała różnic w porównaniu z populacją ogólną. Ze względu na dużą masę cząsteczkową lek prawdopodobnie nie przenika przez łożysko i do mleka matki. Prowadzone są dalsze badania bezpieczeństwa jego stosowania, wraz z długoterminową analizą prospektywną. Ze względu na brak wystarczających badań FDA zaleca stosowanie go w ciąży jedynie wtedy, gdy jest to bezwzględnie konieczne, a w polskim opisie preparatu nie zezwala się na jego stosowanie w ciąży.

## Interakcje
Jednoczesne stosowanie kortykosteroidów zwiększa częstość reakcji w miejscu wstrzyknięcia. Obserwowano nietolerancję alkoholu podczas jednoczesnego stosowania.

## Działania niepożądane

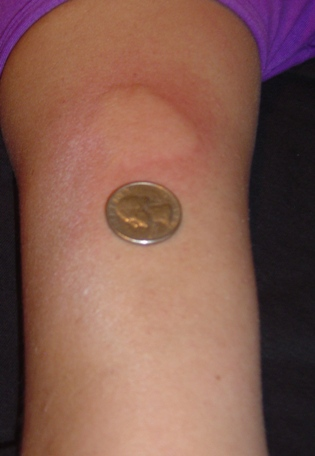
Reakcja w miejscu wstrzyknięcia na lewym ramieniu

Najczęstsze są reakcje w miejscu podania: rumień, ból, stwardnienie, pokrzywka, świąd, obrzęk, odczyn zapalny.
Inne bardzo często występujące działania to:
- ból w klatce piersiowej, ból pleców, stawów, głowy
- objawy grypopodobne
- astenia
- kołatanie serca
- zaparcia, biegunki, nudności
- niepokój, depresja
- duszność
- wzmożone pocenie się

Częstymi działaniami niepożądanymi są:
- reakcje nadwrażliwości
- dreszcze, omdlenia, migrena, bladość, bezdech
- obrzęki
- gorączka
- ból szyi, ucha, nerek
- nadciśnienie
- anoreksja, wymioty, zwiększenie masy ciała, dysfagia
- nietrzymanie kału, zatrzymanie moczu, nagłe parcie na mocz, krwiomocz
- zapalenie żołądka i jelit, jamy ustnej, oskrzeli, pęcherza moczowego, tkanki łącznej, ścięgien i pochewek, nerwów, odmiedniczkowe zapalenie nerek
- próchnica zębów
- uogólnione powiększenie węzłów chłonnych
- amnezja, ataksja, stany splątania, nerwowość, oczopląs, senność, próby samobójcze, euforia, omamy, agresja
- stupor, drżenia mięśniowe, kręcz szyi, drgawki kloniczne, skurcz krtani
- opryszczka
- podwójne widzenie
- kandydoza pochwy, zaburzenia miesiączkowania, impotencja, poronienie
- przepuklina
- hipotermia
- powiększenie i nadczynność tarczycy
- eozynofilia
- dna
- atrofia skóry, rak skóry
- zaćma, uszkodzenie rogówki, opadanie powiek

## Dawkowanie
Leczenie powinno być nadzorowane przez neurologa lub lekarza posiadającego doświadczenie w leczeniu stwardnienia rozsianego.
Dorośli: 20 mg w podskórnym wstrzyknięciu raz na dobę.
Wstrzyknięcia powinny być wykonywane w tkankę podskórną ramienia, brzucha, uda lub biodra.

## Preparaty

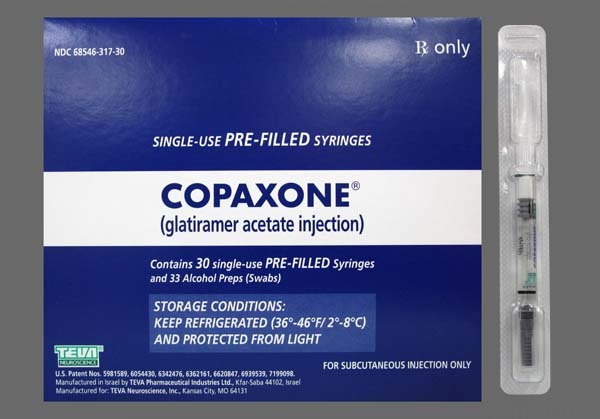
Opakowanie i ampułkostrzykawka Copaxone

Dostępne w Polsce w 2020 r.: Copaxone, Glatiramer acetate i Remurel (ampułkostrzykawki)